# Kratzdisteln
Die Kratzdisteln (Cirsium) sind eine Pflanzengattung in der Unterfamilie der Carduoideae innerhalb der Familie der Korbblütler (Asteraceae). Die etwa 490 Cirsium-Arten sind in Nordamerika, Eurasien und Afrika verbreitet.

## Beschreibung

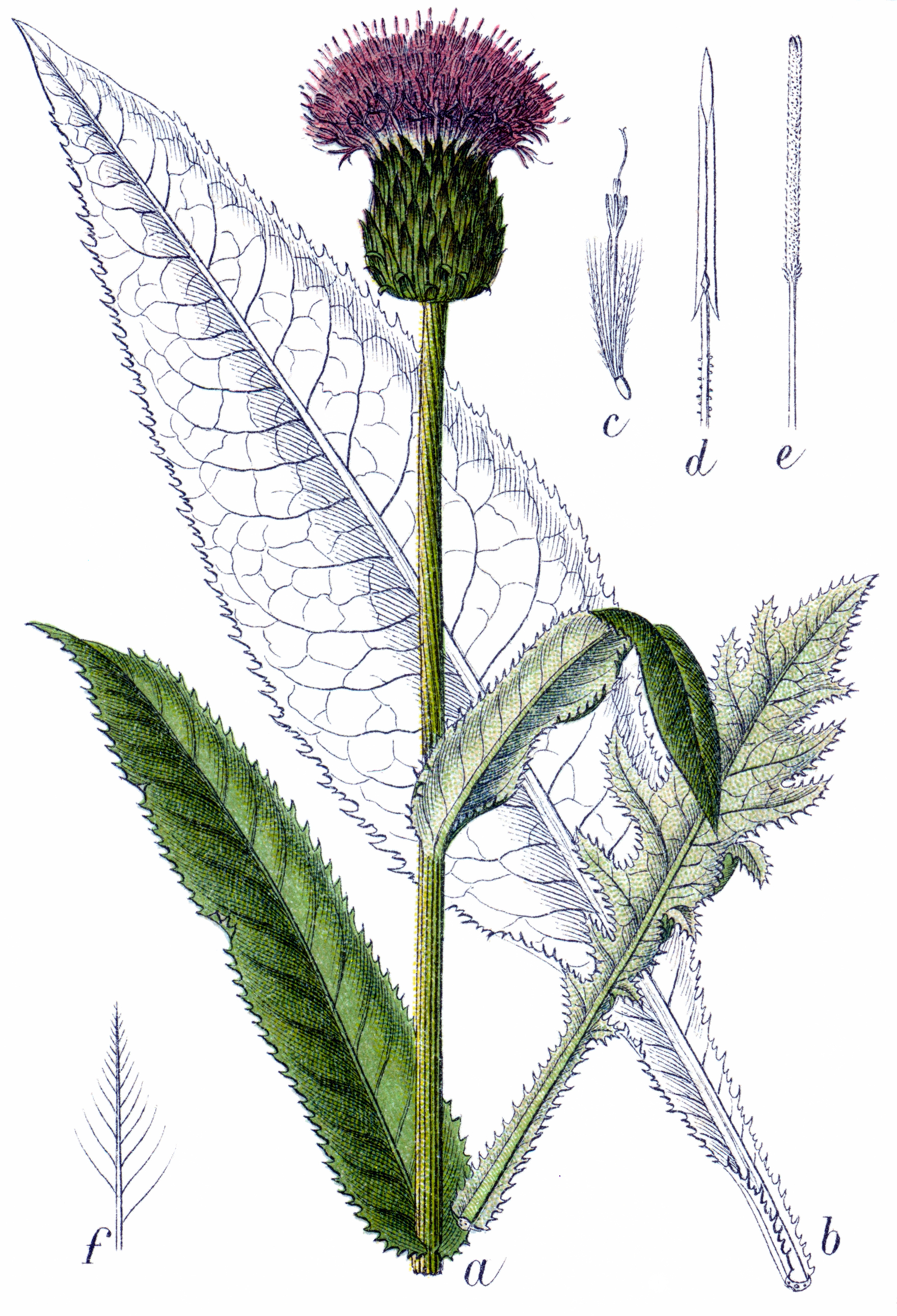
Illustration der Verschiedenblättrigen Kratzdistel (Cirsium heterophyllum) aus Sturm

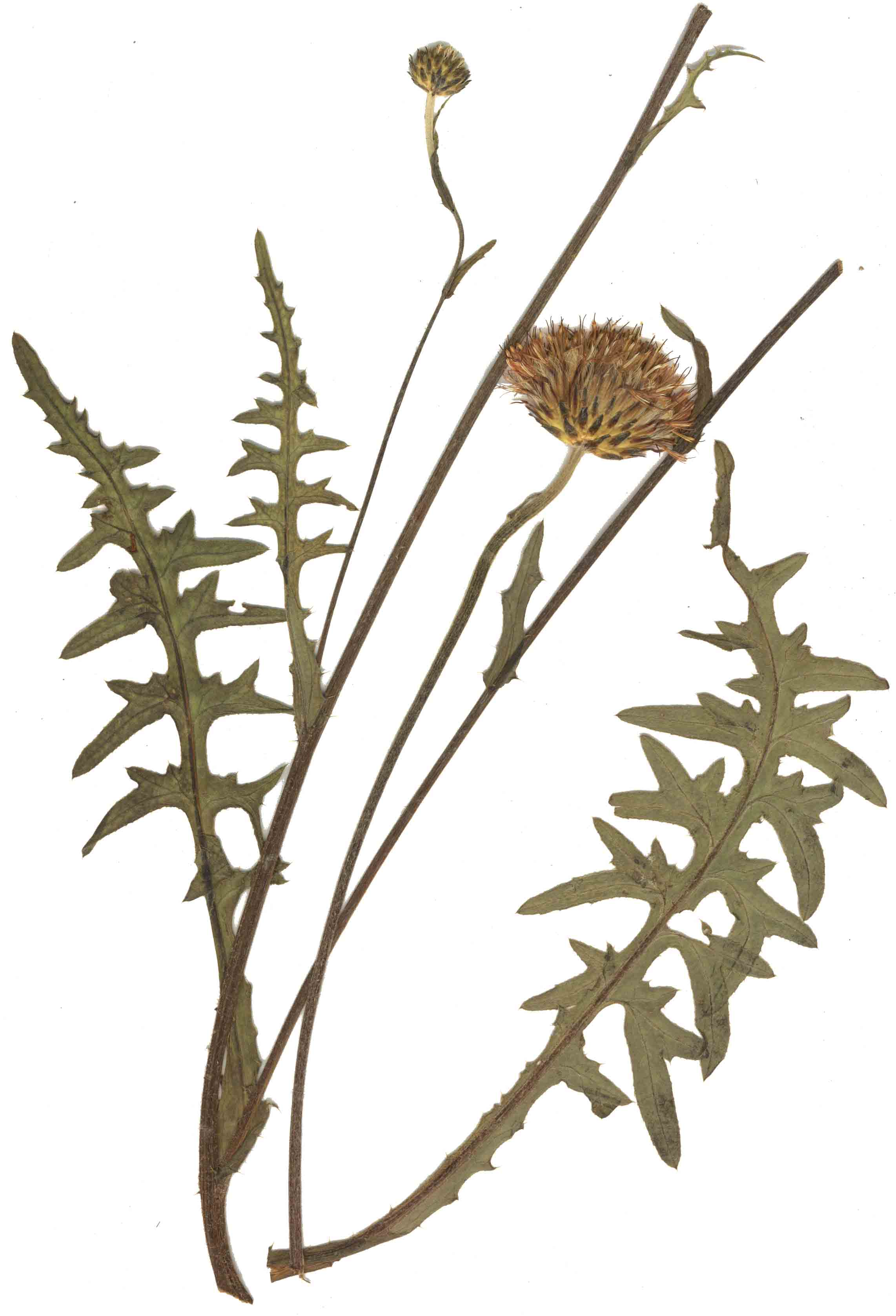
Herbarbeleg der Knolligen Kratzdistel (Cirsium tuberosum)

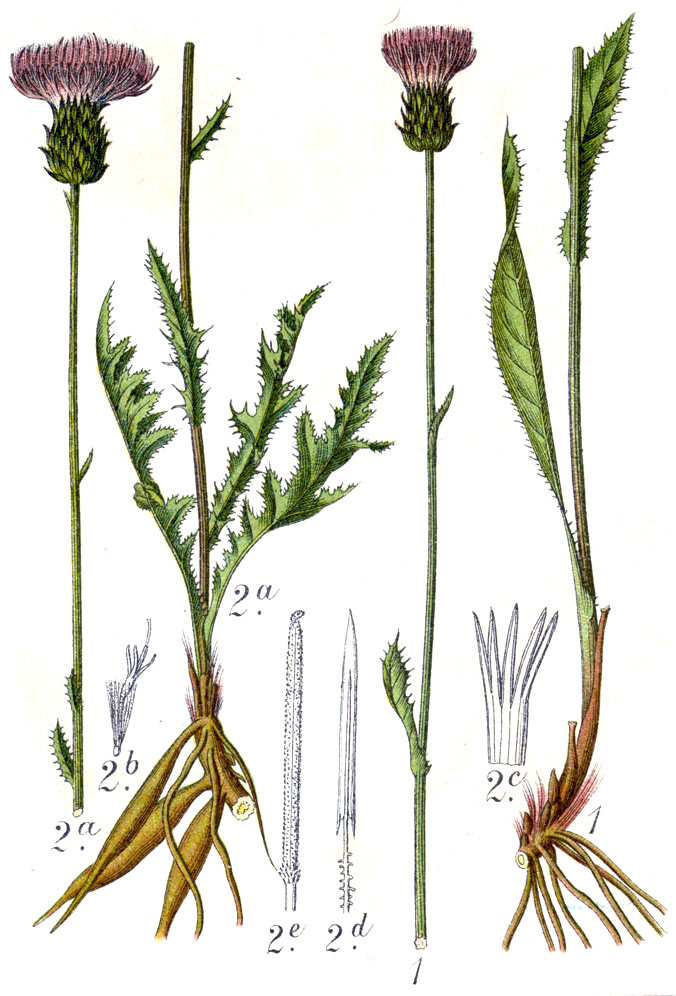
Illustration der Knolligen Kratzdistel (Cirsium tuberosum) und der Englischen Kratzdistel (Cirsium dissectum) aus Sturm

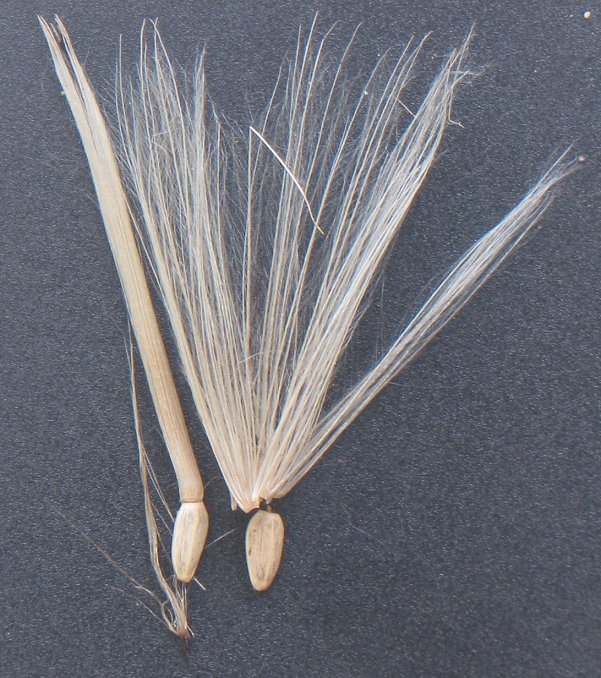
Achänen mit Pappus der Gewöhnlichen Kratzdistel (Cirsium vulgare)

### Erscheinungsbild und Blätter
Bei den Kratzdistel-Arten handelt es sich um ein- oder zweijährige oder ausdauernde krautige Pflanzen, die je nach Art Wuchshöhen von 5 bis 400 Zentimetern erreichen. Die Pflanzenteile sind meist dornig bewehrt. Die aufrechten Stängel können verzweigt sein und sind manchmal dornig geflügelt.
Die Laubblätter sind grundständig und am Stängel verteilt angeordnet. Die Laubblätter sind fein bis grob gezähnt oder ein- bis dreifach gelappt. Die Blattzähne und -lappen besitzen dornige Spitzen. Die grünen Blattflächen sind kahl oder kurz, dicht, weiß-grau behaart und meist ohne Drüsen.

### Blütenstände und Blüten
Die Blütenstandsschäfte besitzen mehr oder weniger reduzierte laubblattähnliche Tragblätter. Die körbchenförmigen Blütenstände stehen einzeln endständig oder in den oberen Blattachseln; oder sie stehen zu mehreren in einfachen bis verzweigten traubigen, ährigen, rispigen, schirmrispigen oder fast kopfigen Gesamtblütenständen zusammen. Das Involucrum weist Höhen von 1 bis 6 Zentimetern und Durchmesser von 1 bis 8 Zentimetern auf. Die in fünf bis zwanzig Reihen stehenden vielen Hüllblätter besitzen meist eine dornige Spitze. Die Hüllblätter sind fast gleich oder die äußeren bis mittleren sind mehr oder weniger stark an ihrer Basis am Korbboden angedrückt sowie ihre oberen Enden sind ausgebreitet oder aufrecht, aber die inneren sind meist aufrecht, flach, oft verdreht, ganzrandig oder gezähnt. Bei den obersten Bereichen der Hüllblätter vieler Arten sind die Mittelnerven verlängert und besitzen Drüsen mit Milchsaft; dies ist nur an frischem Material erkennbar; bei Herbarmaterial sind sie dunkelbraun bis schwarz. Der flache bis konvexe Korbboden ist mit lohfarbenen bis weißen borstigen Schuppen bedeckt. Es sind keine Spreublätter vorhanden.
Die Blütenkörbe enthalten 25 bis über 200 Röhrenblüten. Die radiärsymmetrischen bis mehr oder weniger zygomorphen Röhrenblüten besitzen lange, zylindrische Kronröhren. Die Blütenkronen sind rosafarben, violett, rot oder gelb gefärbt.

### Früchte und Pappus
Die Achänen sind glatt. Anders als bei den ansonsten ähnlichen Ringdisteln sind die Pappushaare wiederum mit kleinen Härchen besetzt (gefiedert).

### Chromosomensätze
Die Chromosomengrundzahl beträgt x = 17.

## Systematik und Verbreitung
Die Gattung Cirsium wurde 1754 durch Philip Miller in The Gardeners Dictionary… Abridged…, 4. Auflage, 1. Band aufgestellt. Als Lectotypusart wurde 1913 durch Britton und Brown Cirsium heterophyllum (L.) Hill in Ill. Fl. N.U.S., 2. Auflage, Band 3, Seite 548 festgelegt. Der botanische Gattungsname Cirsium leitet sich vom griechischen Wort kirsos für Krampfader her, verschiedene Arten wurden schon im Altertum dagegen benutzt. Synonyme für Cirsium Mill. sind: Breea Less., Cephalonoplos (Neck. ex DC.) Fourr., Echenais Cass., Epitrachys (DC. ex Duby) K.Koch, Eriolepis Cass., Lophiolepis (Cass.) Cass., Onotrophe Cass. und Orthocentron (Cass.) Cass.
Die Gattung Cirsium gehört zur Subtribus Carduinae aus Tribus Cardueae in der Unterfamilie Carduoideae innerhalb der Familie der Asteraceae.
Die Cirsium-Arten sind in Nordamerika, Eurasien und Afrika weitverbreitet.
| - Cirsium acantholepis (Hemsl.) Petr.: Sie kommt in Mexiko vor. - Stängellose Kratzdistel (Cirsium acaulon (L.) Scop., Syn: Cirsium acaule (L.) Scop.): Sie ist in Europa verbreitet. - Cirsium aciculare Tausch - Cirsium acrolepis (Petr.) G.B.Ownbey: Sie kommt im nordöstlichen Mexiko vor. - Cirsium adjaricum Sommier & Levier: Sie kommt in Georgien und in der Türkei vor. - Cirsium aduncum Fisch. & C.A.Mey. ex DC.: Sie kommt von der südöstlichen Türkei bis zum Iran vor. - Cirsium affine Tausch: Sie kommt in Tschechien und in der Slowakei vor. - Cirsium aggregatum Ledeb.: Sie kommt in Georgien und in der Türkei vor. - Cirsium aidzuense Nakai ex Kitam.: Sie kommt nur auf der japanischen Insel Honshu vor. - Cirsium aitchisonii Boiss.: Sie kommt von Afghanistan bis ins westliche Pakistan vor. - Cirsium akimontanum Kadota: Sie wurde 2009 von der japanischen Insel Honshu erstbeschrieben. - Cirsium akimotoi Kadota & Mas.Saito: Sie wurde 2009 von der japanischen Insel Kyushu erstbeschrieben. - Cirsium alatum (S.G.Gmel.) Bobrov: Sie kommt in Osteuropa, Kasachstan, Usbekistan, Russland und in Xinjiang nur in Junggar Pendi sowie im Tian Shan vor. - Cirsium alberti Regel & Schmalh.: Sie kommt in Kasachstan und in Xinjiang nur im Tian Shan vor. - Cirsium albidum Velen.: Sie kommt in Rumänien und Bulgarien vor. - Cirsium albowianum Sommier & Levier: Sie kommt nur in Georgien vor. - Cirsium alpicola Nakai: Sie kommt auf den japanischen Inseln Hokkaido sowie Honshu vor. - Cirsium alpis-lunae Brilli-Catt. & Gubellini: Dieser Endemit kommt nur in der italienischen Provinz Toskana vor. - Berg-Kratzdistel (Cirsium alsophilum (Pollini) Soldano, Syn.: Cirsium allionii Ardoino non Spenn., Cirsium montanum (Willd.) Spreng. non Hill): Sie kommt in Frankreich, der Schweiz, Italien, Slowenien und Kroatien vor. - Cirsium altissimum (L.) Hill (Syn.: Cirsium iowense (Pammel) Fernald): Sie ist in den Vereinigten Staaten weitverbreitet. - Cirsium amani Post: Sie kommt in Syrien und in der Türkei vor. - Cirsium ambiguum All.: Sie kommt in Tschechien, Italien und in der Slowakei vor. - Cirsium amplexifolium (Nakai) Kitam.: Sie kommt nur auf der japanischen Insel Honshu vor. - Cirsium anartiolepis Petr.: Sie kommt in Mexiko vor. - Cirsium andersonii (A.Gray) Petr.: Sie gedeiht in Höhenlagen von 1100 bis 2900 Metern in den US-Bundesstaaten Kalifornien, Idaho sowie Nevada. - Cirsium andrewsii (A.Gray) Jeps.: Sie kommt nur in Kalifornien vor. - Cirsium angustifolium Tausch (Syn.: Cirsium tauschii DC.) - Cirsium aomorense Nakai: Sie kommt auf den japanischen Inseln Hokkaido sowie Honshu vor. - Cirsium apoense Nakai: Sie kommt nur auf der japanischen Insel Hokkaido vor. - Cirsium appendiculatum Griseb.: Sie kommt in Serbien, Albanien, Griechenland, Nordmazedonien, Montenegro und in Bulgarien vor. - Cirsium arachnoideum (M.Bieb.) M.Bieb.: Sie kommt in Georgien und im Kaukasusraum vor. - Cirsium arctorhaphis G.L.Nelsom: Sie kommt in Mexiko vor - Cirsium argillosum Petrov ex Kharadze: Sie kommt in Aserbaidschan und im Kaukasusraum vor. - Cirsium argyracanthum DC. (Syn.: Cirsium tibeticum Kitam.): Sie kommt in Indien, Pakistan, Nepal, Bhutan, Tibet und im nordwestlichen Yunnan vor. - Cirsium arisanense Kitam.: Sie kommt in Taiwan vor. - Cirsium aristatum DC.: Sie kommt in der Türkei vor. - Cirsium arizonicum (A.Gray) Petr. (Syn.: Cirsium calcareum (M.E.Jones) Wooton & Standl.): Sie kommt in mehreren Varietäten in den US-Bundesstaaten Colorado, New Mexico, Arizona, Nevada, Utah, Kalifornien und im mexikanischen Baja California vor. - Acker-Kratzdistel (Cirsium arvense (L.) Scop., Syn.: Cirsium albicans Willk., Cirsium argenteum Vest, Cirsium horridum (Wimm. & Grab.) Stankov non Fisch., Cirsium incanum (S.G.Gmel.) Fisch., Cirsium macrostylum (Moretti) Rchb., Cirsium setosum (Willd.) M.Bieb., Cnicus macrostylus Moretti, Cirsium lanatum (Roxb. ex Willd.) Spreng.) - Cirsium ashinokuraense Kadota: Sie kommt in Japan vor. - Cirsium ashiuense S.Yokoy. & T.Shimizu: Sie kommt in Japan vor. - Cirsium austrohidakaense Kadota: Sie kommt in Japan vor. - Cirsium ayasii H.Duman & Dirmenci: Sie kommt in der Türker vor. - Cirsium aytachii H.Duman & R.R.Mill: Sie kommt in der Türkei vor. - Cirsium babanum Koidz.: Sie kommt nur auf der japanischen Insel Honshu vor. - Cirsium badakhschanicum Kharadze: Sie kommt in Tadschikistan vor. - Cirsium balikesirense Yıldız, Arabacı & Dirmenci: Sie kommt in der Türkei vor. - Cirsium balkharicum Kharadze: Sie kommt im Kaukasusraum vor. - Cirsium barnebyi S.L.Welsh & Neese: Sie kommt in den US-Bundesstaaten Wyoming, Colorado und Utah vor. - Cirsium basaseachense G.L.Nesom: Sie kommt in Mexiko vor. - Cirsium baytopiae P.H.Davis & Parris: Sie kommt in der Türkei vor. - Cirsium bertolonii Spreng.: Dieser kommt nur in Italien nur im nördlichen Appennin vor. - Cirsium bicentenariale Rzed.: Sie kommt Mexiko vor. - Cirsium bitchuense Nakai: Sie kommt nur auf der japanischen Insel Honshu vor. - Cirsium bocoynense G.L.Nesom: Sie kommt in Mexiko vor. - Cirsium boluense P.H.Davis & Parris: Sie kommt in der Türkei vor. - Cirsium boninense Koidz.: Sie kommt nur auf den japanischen Ogasawara-Inseln vor. - Cirsium bornmuelleri Sint. ex Bornm.: Sie kommt vom nördlichen und nordöstlichen Iran bis Afghanistan vor. - Cirsium botryodes Petr.: Sie gedeiht in Höhenlagen von 2800 bis 3000 Metern in den chinesischen Provinzen westliches Guizhou, westliches Hunan, südliches Sichuan und in Yunnan. - Cirsium boujartii (Piller & Mitterp.) Sch.Bip.: Sie kommt in Montenegro, Albanien, Ungarn und Rumänien und kam früher auch in Serbien vor. - Cirsium bourgaeanum Willk.: Dieser Endemit kommt nur zentralen Spanien vor. - Kurzköpfige Kratzdistel (Cirsium brachycephalum Jur.): Sie ist in Osteuropa verbreitet. - Cirsium bozkirense H.Duman, Dirmenci & Tugay: Sie kommt in der Türkei vor. - Cirsium bracteiferum C.Shih: Dieser Endemit gedeiht an Hängen in Höhenlagen von etwa 1500 Metern in der chinesischen Provinz Chongqing nur in Nanchuan. - Cirsium bracteosum DC.: Sie kommt von der östlichen und südöstlichen Türkei bis zum Iran vor. - Cirsium braun-blanquetianum Lawalrée - Cirsium brevicaule A.Gray (Syn.: Cirsium albescens Kitam.): Sie kommt auf den Nansei-Inseln vor. - Cirsium brevifolium Nutt.: Sie kommt in den US-Bundesstaaten Washington, Idaho und Oregon vor. - Cirsium brevipapposum Czerniak.: Sie kommt in Zentralasien vor. - Cirsium brevistylum Cronquist: Sie kommt im kanadischen British Columbia und in den US-Bundesstaaten Washington, Oregon, Montana, Idaho und Kalifornien vor. - Cirsium buchwaldii O.Hoffm.: Sie kommt vom südlichen Sudan bis Sambia vor. - Cirsium buergeri Miq.: Sie kommt nur auf der japanischen Inseln Honshu und Kyushu vor. - Cirsium bulgaricum DC.: Sie kommt in Bulgarien und im europäischen Teil der Türkei vor. - Cirsium buschianum Kharadze: Sie kommt in Georgien und im Kaukasusraum vor. - Cirsium byzantinum Steud. (Syn.: Cirsium polycephalum DC.): Sie kommt in der nordwestlichen Türkei vor. - Cirsium ×canalense Petr. - Armleuchter-Kratzdistel (Cirsium candelabrum Griseb.): Sie ist in Südosteuropa verbreitet. - Cirsium canescens Nutt.: Sie kommt in den US-Bundesstaaten Iowa, Missouri, Nebraska, North Dakota, South Dakota, Colorado, Montana, Wyoming, Nevada und Kalifornien vor. - Graue Kratzdistel (Cirsium canum (L.) All., Syn.: Cirsium biebersteinii Kharadze, Cirsium chium (Jacq.) Boiss.): Sie kommt in Europa und Westasien vor. - Cirsium caput-medusae Sommier & Levier: Sie kommt in Georgien und im Kaukasusraum vor. - Krainer Kratzdistel (Cirsium carniolicum Scop.): Sie enthält die beiden Unterarten: - Cirsium carniolicum subsp. carniolicum: Sie kommt in Italien, Österreich und in Slowenien vor. - Cirsium carniolicum subsp. rufescens (DC.) P.Fourn.: Sie kommt nur in Spanien und Frankreich vor. - Cirsium carolinianum (Walter) Fernald & B.G.Schub.: Sie ist in den östlichen und zentralen Vereinigten Staaten weitverbreitet. - Cirsium chiapanum G.L.Nesom: Sie kommt im Süden Mexikos vor. - Cirsium chikabumiense Kadota: Sie kommt in Japan vor. - Cirsium chilaishanense S.S.Ying: Sie kommt in Taiwan vor. - Cirsium creticum (Lam.) d’Urv. (Syn.: Cirsium hippolyti (Bory & Chaub.) Link, Cirsium longispinum (Vis.) A.Kern., Cirsium polyanthos d’Urv.): Es gibt vier Unterarten: - Cirsium creticum (Lam.) D’Urv. subsp. creticum: Sie kommt in Italien einschließlich Sizilien und von Osteuropa über Griechenland bis in die Türkei vor. - Cirsium creticum subsp. dictaeum Greuter, Matthäs & Risse: Dieser Endemit kommt nur auf Kreta vor. - Cirsium creticum subsp. gaillardotii (Boiss.) P.H.Davis & Parris: Sie kommt in Vorderasien vor. - Cirsium creticum subsp. triumfettii (Lacaita) K.Werner: Sie kommt auf Korsika, in Italien einschließlich Sizilien und in Südosteuropa vor. - Cirsium cassium P.H.Davis & Parris: Sie kommt in der Türkei vor. - Cirsium caucasicum Petr.: Sie kommt in Armenien, Georgien und in der Türkei vor. - Cirsium cephalotes Boiss.: Sie kommt in Georgien, im Kaukasusraum und in der Türkei vor. - Cirsium cernuum Lag.: Mexiko. - Cirsium charkeviczii Barkalov: Südliche Kurilen. - Cirsium chihuahuense G.L.Nesom - Cirsium chikushiense Koidz.: Sie kommt nur auf der japanischen Insel Kyushu vor. - Cirsium chinense Gardner & Champion: Sie kommt in den chinesischen Provinzen Fujian, Guangdong, Guangxi, Hebei, Jiangsu, Jiangxi, Liaoning, Nei Mongol, Shandong, Sichuan und Zhejiang vor. Angaben für Vietnam beziehen sich aus Cirsium shansiense. - Cirsium chionanthum G.L.Nesom & García-Mor: Mexiko. - Cirsium chlorocomos Sommier & Levier: Sie kommt in Georgien und im Kaukasusraum vor. - Cirsium chlorolepis Petr. ex Hand.-Mazz.: Sie gedeiht in Höhenlagen von 1300 bis 1800 Metern in den chinesischen Provinzen Guizhou und Yunnan vor. - Cirsium chokaiense Kitam.: Sie kommt nur auf der japanischen Insel Honshu vor. - Cirsium chrysacanthum (Ball) Jahand.: Sie kommt in Marokko vor. - Cirsium chrysolepis C.Shih: Südliches Tibet. - Cirsium ciliatiforme Petr.: Transkaukasien. - Cirsium ciliatum (Murray) Moench: Sie gedeiht mit drei Varietäten in den zentralen Rocky Mountains. - Cirsium cilicicum P.H.Davis & Parris: Sie kommt in der Türkei vor. - Cirsium ciliolatum (L.F.Hend.) J.T.Howell: Sie kommt in Oregon und in Kalifornien vor. - Cirsium clavatum (M.E.Jones) Petr.: Sie kommt in drei Varietäten in den Rocky Mountains von Colorado, Utah und Wyoming in Höhenlagen von 2100 Metern bis 3600 Metern vor. - Cirsium coahuilense G.B.Ownbey & Pinkava: Sie kommt im mexikanischen Bundesstaat Coahuila vor. - Cirsium confertissimum Nakai: Sie kommt nur auf der japanischen Insel Honshu vor. - Cirsium congestissimum Kitam.: Sie kommt nur auf der japanischen Insel Honshu vor. - Cirsium ×connexum Kitam.: Sie kommt in Japan vor. - Cirsium consociatum S.F.Blake: Sie kommt in Guatemala vor. - Cirsium conspicuum (G.Don) Sch.Bip.: Sie kommt in Mexiko vor. - Cirsium crassicaule (Greene) Jeps.: Sie kommt nur in Kalifornien vor. - Cirsium crassum Petr. - Cirsium cymosum (Greene) J.T.Howell: Sie kommt in zwei Varietäten in den westlichen Vereinigten Staaten vor. - Cirsium czerkessicum Kharadze: Sie kommt im Kaukasusraum vor. - Cirsium daghestanicum Kharadze: Sie kommt in Georgien und im Kaukasusraum vor. - Cirsium darwasicum (C.Winkl.) Iljin (Syn.: Anacantha darwasica (C.Winkl.) Soják): Sie kommt in Zentralasien vor. - Cirsium dasyphyllum G.L.Nesom: Sie kommt in Mexiko vor. - Cirsium davisianum Kit Tan & Sorger: Sie kommt in der Türkei vor. - Cirsium dealbatum M.Bieb.: Sie kommt im Kaukasusraum vor. - Cirsium decussatum Janka: Sie kommt in Polen, Russland, Belarus, in der Slowakei, in der Ukraine, in Moldawien und Rumänien vor. - Cirsium dender Friis: Diese relativ große Art wurde 1975 aus dem südlichen Äthiopien erstbeschrieben. - Englische Kratzdistel (Cirsium dissectum (L.) Hill, Syn.: Cirsium anglicum (Lam.) DC.): Sie ist von den Britischen Inseln bis Mitteleuropa verbreitet. - Cirsium dipsacolepis (Maxim.) Matsum.: Sie kommt im zentralen und im südlichen Japan vor. - Cirsium dirmilense R.M.Burton: Sie kommt in der Türkei vor. - Cirsium discolor (Muhl. ex Willd.) Spreng.: Sie kommt in Kanada und in den Vereinigten Staaten weitverbreitet. - Cirsium douglasii DC.: Sie kommt in zwei Varietäten in den westlichen Vereinigten Staaten vor. - Cirsium drummondii Torr. & A.Gray: Sie kommt in Kanada und in den zentralen Vereinigten Staaten vor. - Cirsium ducellieri Maire: Sie kommt in Marokko vor. - Cirsium durangense (Greenm.) G.B.Ownbey: Sie kommt in Mexiko vor. - Cirsium dyris Jahand. & Maire: Sie kommt in Marokko vor. - Cirsium eatonii (A.Gray) B.L.Rob. (Syn.: Cirsium clokeyi S.F.Blake): Sie kommt in zahlreichen Varietäten in den US-Bundesstaaten Colorado, Idaho, Montana, Oregon, Wyoming, New Mexico, Nevada und Utah vor. - Cirsium echinatum (Desf.) DC.: Sie kommt in Marokko, Algerien, Tunesien, Spanien, auf den Balearen, in Frankreich und in Sizilien vor. - Cirsium echinus (M.Bieb.) Hand.-Mazz.: Sie kommt von der Türkei und dem Kaukasusgebiet bis zum Iran vor. - Cirsium edule Nutt.Sie kommt in drei Varietäten im westlichen Nordamerika vor. - Cirsium ehrenbergii Sch.Bip.: Sie kommt in Mexiko vor. - Cirsium elbrusense Sommier & Levier: Sie kommt im Kaukasus vor. - Cirsium eliasianum Kit Tan & Sorger: Sie kommt in der Türkei vor. - Cirsium ellenbergii Bornm.: Sie kommt in der Türkei vor. - Cirsium engelmannii Rydb.: Sie kommt in Louisiana, Oklahoma und Texas vor. - Cirsium eorythros G.L.Nesom: Sie kommt in Mexiko vor. - Cirsium englerianum O.Hoffm.: Sie kommt in Äthiopien vor. - Cirsium epiroticum Petr.: Sie kommt im nordwestlichen Griechenland vor. - Cirsium eriophilus K.Schum. - Cirsium eriophoroides (Hook. f.) Petr. (Syn.: Cirsium bolocephalum Petr.): Sie kommt in Bhutan, Sikkim, Tibet, Sichuan und Yunnan vor. - Cirsium eriophoroideum (Hook. f.) H.Lév. - Wollkopf-Kratzdistel (Cirsium eriophorum (L.) Scop., Syn.: Cirsium chodatii Barb.-Gamp., Cirsium dinaricum Vandas, Cirsium oviforme Gand., Cirsium vandasii Petr., Cirsium velenovskyi Vandas): Sie ist in Europa und in der Türkei weitverbreitet. - Kleb-Kratzdistel (Cirsium erisithales (Jacq.) Scop.): Sie ist in Süd-, Ost- und Südosteuropa verbreitet. - Cirsium × erucagineum DC.: Bastard Cirsium oleraceum (L.)Scop. × rivulare (Jacq.)All. Nicht selten zwischen den Elternarten. - Cirsium erythrolepis K.Koch: Sie kommt in Georgien und im Kaukasusraum vor. - Cirsium esculentum (Siev.) C.A.Mey.: Sie kommt in Ostsibirien, in Zentralasien (Kasachstan, Usbekistan), in der Mongolei, in der Inneren Mongolei, im nördlichen bis nordwestlichen Xinjiang und in chinesischen Provinzen Hebei, Jilin sowie Liaoning vor. - Cirsium euxinum Kharadze: Sie kommt in Georgien und im Kaukasusraum vor. - Cirsium excelsius (B.L.Rob.) Petr.: Sie kommt im mexikanischen Bundesstaat San Luis Potosí vor. - Cirsium falconeri (Hook. f.) Petr.: Sie kommt vom nördlichen Pakistan bis zum südlichen Tibet und dem nördlichen Myanmar vor. - Cirsium fangii Petr.: Sie gedeiht in Höhenlagen von 2300 bis 2400 Metern nur in Sichuan. - Cirsium fanjingshanense C.Shih: Dieser Endemit gedeiht auf Grasland und Berghängen in der chinesischen Provinz Guizhou nur im Fanjing Shan. - Cirsium fargesii (Franch.) Diels: Sie gedeiht an Hängen in Höhenlagen von 2400 bis 2500 Metern in den chinesischen Provinzen Hubei, Shaanxi und Sichuan. - Cirsium faucium Petr.: Sie kommt in Mexiko vor. - Cirsium fauriei Nakai: Sie kommt nur auf der japanischen Insel Honshu vor. - Cirsium ferox (L.) DC.: Sie kommt in Spanien, Frankreich und in Italien vor. - Cirsium ferum Kitam.: Sie kommt in Taiwan vor. - Cirsium filipendulum Lange: Sie kommt in Portugal, Spanien und Frankreich vor. - Cirsium flavisquamatum Kitam.: Sie kommt im zentralen Himalaja vor. - Cirsium flodmanii (Rydb.) Arthur: Sie ist in Kanada und in den Vereinigten Staaten weitverbreitet. - Cirsium foliosum (Hook.) DC.: Sie kommt im nordwestlichen Kanada und in Wyoming vor. - Cirsium fominii Petr.: Sie kommt nur in Georgien vor. - Cirsium fontinale (Greene) Jeps.: Sie kommt in drei Varietäten nur in Kalifornien vor. - Cirsium funagataense Kadota: Sie kommt in Japan vor. - Cirsium funkiae Jennifer Ackerfield - Cirsium furiens Griseb. & Schenk: Sie kommt in Ungarn und in Rumänien vor. - Cirsium furusei Kitam.: Sie kommt nur auf der japanischen Insel Honshu vor. - Cirsium fuscotrichum Chang: Dieser Endemit gedeiht an Hängen in Höhenlagen von etwa 2500 Metern nur in Pingwu in Sichuan. - Cirsium gadukense Petr.: Sie kommt im nördlichen Iran vor. - Cirsium gagnidzei Kharadze: Sie kommt in Georgien und im Kaukasusraum vor. - Cirsium ganjuense Kitam.: Sie kommt nur auf der japanischen Insel Honshu vor. - Cirsium glaberrimum (Petr.) Petr.: Sie kommt im nordöstlichen Iran und in Kasachstan vor. - Cirsium glabratum Kitam. - Cirsium glabrifolium (C.Winkl.) O.Fedtsch. & B.Fedtsch.: Sie kommt in Indien, Kaschmir, Kasachstan, Usbekistan, im südlichen und in Xinjiang nur im Tian Shan vor. - Cirsium glabrum DC.: Sie kommt in Spanien und in Frankreich vor. - Cirsium grahamii A.Gray: Sie kommt von den US-Bundesstaaten Arizona sowie New Mexico bis Mexiko vor. - Cirsium grandirosuliferum Kadota: Sie kommt nur auf der japanischen Insel Honshu vor. - Cirsium gratiosum Kitam.: Sie kommt nur auf der japanischen Insel Honshu vor. - Cirsium grayanum (Maxim.) Nakai: Sie kommt auf den japanischen Inseln Hokkaido sowie Honshu vor. - Cirsium grecescui Rouy: Sie kommt in Serbien und in Rumänien vor. - Cirsium greenei Petr. - Cirsium greimleri Bureš: Sie kommt nur in Österreich und im nord-westlichen Balkan vor. - Cirsium griffithii Boiss.: Sie kommt von Afghanistan bis Pakistan vor. - Cirsium grossheimii Petr.: Sie kommt im Kaukasusraum vor. - Cirsium guanwuense S.S.Ying: Sie kommt in Taiwan vor. - Cirsium gyojanum Kitam.: Sie kommt auf den japanischen Inseln Honshu sopwie Shikoku vor. - Cirsium hachijoense Nakai: Sie kommt nur auf der japanischen Izu-Inseln vor. - Cirsium hachimantaiense Kadota: Sie kommt nur auf der japanischen Insel Honshu vor. - Cirsium hagurosanense Kadota: Sie kommt nur auf der japanischen Insel Honshu vor. - Cirsium hakkaricum P.H.Davis & Parris: Sie kommt in der Türkei vor. - Cirsium handelii Petr. ex Hand.-Mazz.: Sie gedeiht in Höhenlagen von 1700 bis 3400 Metern in Sichuan und nordwestlichen sowie südwestlichen Yunnan. - Cirsium happoense Kadota: Sie kommt in Japan vor. - Cirsium hasunumae Kadota: Sie kommt in Japan vor. - Cirsium haussknechtii Boiss.: Sie kommt von der südöstlichen Türkei bis zum nordwestlichen und westlichen Iran vor. - Cirsium hawaiensis H.Lév. - Cirsium heiianum Koidz.: Sie kommt auf den japanischen Inseln Hokkaido sowie Honshu vor. - Cirsium heldreichii Halácsy: Sie kommt in Griechenland und auf Inseln der Ägäis vor. - Cirsium helenioides (L.) Hill: Sie kommt in Russland, Kasachstan und Xinjiang vor. Nach der Flora of North America kommt sie auch in Grönland, Island und Europa vor. - Cirsium heliorhaphis G.L.Nesom: Sie kommt in Mexiko vor. - Cirsium henryi (Franch.) Diels: Sie gedeiht in Höhenlagen von 2700 bis 3500 Metern in Hubei, Sichuan sowie Yunnan. - Verschiedenblättrige Kratzdistel (Cirsium heterophyllum (L.) Hill): Sie ist in Eurasien weitverbreitet. - Cirsium heterotrichum Pančić: Sie kommt in Albanien, Serbien und Bulgarien vor. - Cirsium hida-paludosum Kadota & Nagase: Sie kommt nur auf der japanischen Insel Honshu vor. - Cirsium hidakamontanum Kadota: Sie kommt in Japan vor. - Cirsium hidalgoense G.L.Nesom - Cirsium homolepis Nakai: Sie kommt nur auf der japanischen Insel Honshu vor. - Cirsium hookerianum Nutt.: Sie kommt in Nordamerika in Alberta, British Columbia, Washington, Idaho, Montana und Wyoming vor. - Cirsium horiianum Kadota: Sie kommt nur auf der japanischen Insel Honshu vor. - Cirsium horridulum Michx.: Sie ist in drei Varietäten in den zentralen und östlichen Vereinigten Staaten und in Mexiko weitverbreitet. - Cirsium horridum Formánek - Cirsium hosokawai Kitam. - Cirsium hupingshanicum Z.C.Jin & Y.S.Chen: Sie kommt in China vor. - Cirsium hybridum Koch ex DC.: Sie kommt in Tschechien oder in der Slowakei vor. - Cirsium hydrophilum (Greene) Jeps.: Die zwei Varietäten kommen nur in Kalifornien vor. - Cirsium hygrophilum Boiss.: Sie kommt vom Kaukasus bis zum Irak und Iran vor. - Cirsium hygropodum G.L.Nesom: Sie kommt in Mexiko vor. - Cirsium hypoleucum DC.: Sie kommt in Georgien und in der asiatischen und europäischen Türkei vor. - Cirsium hypopsilum Boiss. & Heldr.: Sie kommt in Griechenland vor. - Cirsium × iburiense Kitam.: Sie kommt in Japan vor. - Cirsium imbricatum (B.L.Rob. ex B.L.Rob. & Greenm.) Petr.: Sie kommt im mexikanischen Bundesstaat Oaxaca vor. - Cirsium imereticum Boiss.: Sie kommt in Georgien vor. - Cirsium inamoenum (Greene) D.J.Keil (Syn.: Cirsium subniveum Rydb.): Sie kommt in zwei Varietäten in den westlichen Vereinigten Staaten vor. - Cirsium interpositum Petr. (Syn.: Cirsium lipskyi Petr.): Sie gedeiht in Höhenlagen von 2000 bis 2500 Metern in Tibet und Yunnan. - Cirsium inundatum Makino: Sie kommt nur auf der japanischen Insel Honshu vor. - Cirsium iranicum Petr.: Sie kommt im nordwestlichen Iran vor. - Cirsium ishizuchiense (Kitam.) Kadota: Sie kommt nur auf der japanischen Insel Shikoku vor. - Cirsium isophyllum (Petr.) Grossh.: Sie kommt von der östlichen und südöstlichen Türkei bis zum Kaukasus vor. - Cirsium ×ispolatovii Iljin ex Tzvelev: Sie kommt im europäischen Russland vor. - Cirsium italicum (Savi) DC.: Sie kommt in Italien, Sardinien, Sizilien, Korsika, Albanien, Bulgarien, Griechenland, auf Inseln der Ägäis und im europäischen sowie asiatischen Teil der Türkei vor. - Cirsium ito-kojianum Kadota: Sie kommt in Japan vor. - Cirsium jaliscoense G.L.Nesom: Sie kommt in Mexiko vor. - Cirsium japonicum (Thunb.) Fisch. ex DC. (Syn.: Cirsium belingschanicum Petr., Cirsium kawakamii Hayata, Cirsium taquetii (H.Lév. & Vaniot) Nakai): Sie kommt in Vietnam, China, Japan, Korea, Taiwan und in Russlands Fernem Osten vor. - Cirsium joannae S.L.Welsh, N.D.Atwood & L.C.Higgins: Sie kommt nur im US-Bundesstaat Utah vor. - Cirsium jorullense (Kunth) Spreng.: Sie kommt in Mexiko vor. - Cirsium jucundum (C.Winkl.) Iljin (Syn.: Anacantha jucunda (C.Winkl.) Soják): Sie kommt in Usbekistan vor. - Cirsium kagamontanum Nakai: Sie kommt nur auf der japanischen Insel Honshu vor. - Cirsium kamtschaticum Ledeb. ex DC.: Sie kommt in Alaska, auf der japanischen Insel Hokkaido, in Kamtschatka, Sachalin und auf den Kurilen vor. - Cirsium karduchorum Petr.: Sie kommt von der südöstlichen Türkei bis zum nordöstlichen Irak vor. - Cirsium kasaianum Kadota: Sie kommt in Japan vor. - Cirsium katoanum Kadota: Sie kommt in Japan vor. - Cirsium kenji-horieanum Kadota: Sie kommt in Japan vor. - Cirsium kirbense Pomel: Sie kommt in Algerien vor. - Cirsium kirishimense Kadota & Mas.Saito: Sie kommt in Japan vor. - Cirsium komarovii Schischk.: Sie kommt vom südwestlichen Sibirien bis Kasachstan vor. - Cirsium kosmelii (Adams) Fisch. ex Hohen.: Sie kommt in Aserbaidschan, Armenien, Georgien, im Kaukasusraum und in der Türkei vor. - Cirsium × kozlovskyi Petr.: Sie kommt von der Türkei bis zum Kaukasus vor. - Cirsium kurzezowianum Somm. & Levier - Cirsium lacaitae Petr.: Sie kommt im südlichen Italien vor. - Cirsium lamyroides Tamamsch. (Syn.: Lamyropsis macracantha (Schrenk) Dittrich): Sie kommt in Kasachstan vor. - Cirsium laniflorum (M.Bieb.) Fisch.: Sie kommt in der Ukraine und in der europäischen Türkei vor. - Cirsium lappoides (Less.) Sch.Bip.: Sie kommt in Mexiko vor. - Cirsium latifolium Lowe: Dieser Endemit kommt nur auf Madeira vor. - Cirsium lecontei Torr. & A.Gray: Sie kommt in Alabama, Florida, Louisiana, Mississippi, in North Carolina und in South Carolina vor. - Cirsium leducei (Franch.) H.Lév.: Sie kommt in Vietnam und in den chinesischen Provinzen Guangdong, Guangxi, Guizhou, Sichuan sowie Yunnan vor. - Cirsium leo Nakai & Kitag.: Sie gedeiht in Höhenlagen von 700 bis 3400 Metern in den chinesischen Provinzen Gansu, Hebei, Henan, Ningxia, Shaanxi, Shanxi sowie Sichuan. - Cirsium leucocephalum (Willd.) Spreng.: Sie kommt von der Türkei bis Transkaukasien vor. - Cirsium leucopsis DC.: Sie kommt in der Türkei vor. - Cirsium libanoticum DC.: Sie kommt von der Türkei bis Syrien vor. - Cirsium lidaoense S.S.Ying: Sie kommt in Taiwan vor. - Cirsium lidjiangense Petr. & Hand.-Mazz.: Sie gedeiht auf Wiesen in Höhenlagen von 1800 bis 3200 Metern im südwestlichen Sichuan sowie nordwestlichen Yunnan. - Cirsium liebmannii Klatt - Cirsium ligulare Boiss.: Sie kommt in Montenegro, Albanien, Serbien, Nordmazedonien, Griechenland, Bulgarien, Rumänien und in der Türkei vor. - Cirsium lineare (Thunb.) Sch.Bip. (Syn.: Cirsium coreanum Nakai, Cirsium hupehense Pamp., Cirsium mokchangense Nakai, Cirsium toraiense Nakai ex Kitam., Cirsium uninervium (H.Lév. & Vaniot) Nakai:): Sie kommt in Vietnam, Japan, im nordöstlichen Thailand, Taiwan und in China vor. - Cirsium × linkianum M.Loehr: Sie kommt in Tschechien oder in der Slowakei vor. - Cirsium lobelii Ten.: Sie kommt im zentralen bis südlichen Italien vor. - Cirsium lojkae Somm & et Levier: Sie kommt im Kaukasusgebiet vor. - Cirsium lomatolepis (Hemsl.) Petr.: Sie kommt im zentralen Mexiko vor. - Cirsium longifolium Boiss. - Cirsium longepedunculatum Kitam.: Sie kommt auf Honshu vor. - Cirsium longistylum R.J.Moore & Frankton: Sie kommt nur im US-Bundesstaat Montana vor. - Cirsium lucens Kitam.: Sie kommt im zentralen und im südlichen Japan vor. - Cirsium luzoniense Merr.: Sie kommt auf Luzon vor. - Cirsium maackii Maximowicz: Sie kommt in China, Russland und in Korea vor. - Cirsium macrobotrys (K.Koch) Boiss.: Sie kommt in Aserbaidschan, Georgien, Armenien, im Kaukasusraum und in der Türkei vor. - Cirsium macrocephalum C.A.Mey.: Sie kommt in Aserbaidschan und im Kaukasusraum vor. - Cirsium macvaughii G.L.Nesom: Sie kommt in Mexiko vor. - Cirsium magdalenense G.L.Nesom: Sie kommt in Mexiko vor. - Cirsium magofukui Kitam.: Sie kommt auf Honshu vor. - Cirsium mairei Halácsy: Sie kommt in Griechenland vor. - Cirsium maritimum Makino: Sie kommt im zentralen und im südlichen Japan vor. - Cirsium maroccanum Petr.: Sie kommt in Marokko vor. - Cirsium maruyamanum Kitam.: Sie kommt auf Honshu vor. - Cirsium matsumurae Nakai: Sie kommt auf Honshu vor. - Cirsium mcvaughii B.L.Turner - Cirsium mendocinum Petr. - Cirsium mexicanum DC.: Sie ist von Mexiko bis Panama verbreitet und kommt auf Kuba, Hispaniola, Martinique und Costa Rica vor. - Cirsium Cirsium michiliense G.L.Nesom: Sie kommt in Mexiko vor. - Cirsium microspicatum Nakai: Sie kommt auf Honshu vor. - Cirsium mimbresense G.L.Nesom: Sie kommt in Mexiko vor. - Cirsium mirabile Kitam.: Sie kommt auf Honshu vor. - Cirsium misawaense Nakai ex Kitam.: Sie kommt in Japan vor. - Cirsium modestum (Osterh.) Petr. - Cirsium mohavense (Greene) Petr.: Sie kommt in Arizona, Utah, Nevada und Kalifornien vor. - Cirsium mollissimum G.L.Nesom: Sie kommt im Nordosten Mexikos vor. - Cirsium monocephalum (Vaniot) H.Lév.: Sie gedeiht in Höhenlagen von 700 bis 2000 Metern in den chinesischen Provinzen Chongqing, südliches Gansu, Guizhou, südwestliches Hubei, südliches Shaanxi (nur Qin Ling), südliches Shanxi sowie Sichuan. - Cirsium monspessulanum (L.) Hill (Syn.: Cirsium pratense DC.): Sie kommt in Marokko, Algerien, Spanien, Frankreich, Italien und vielleicht auch in Libyen vor. - Cirsium morii Hayata - Cirsium morinifolium Boiss. & Heldr. ex Boiss. & Heldr.: Dieser Endemit kommt nur auf Kreta vor. - Cirsium morisianum Rchb. f.: Sie kommt in Frankreich und in Italien vor. - Cirsium muliense C.Shih: Dieser Endemit gedeiht auf trockenen Berghängen in Höhenlagen von etwa 3200 Metern nur in Muli im südwestlichen Sichuan. - Cirsium muramatsui Kadota: Sie kommt auf Honshu vor. - Cirsium muticum Michx.: Sie ist in Kanada und in den Vereinigten Staaten weitverbreitet. - Cirsium myokoense Kadota: Sie kommt auf Honshu vor. - Cirsium nagatoense Kadota: Sie kommt auf Honshu vor. - Cirsium nagisoense Kadota: Sie kommt auf Honshu vor. - Cirsium naikurense Nakai - Cirsium nambuense Nakai: Sie kommt in Honshu vor. - Cirsium neomexicanum A.Gray: Sie kommt in den US-Bundesstaaten Arizona, Utah, Nevada, Colorado, New Mexico, Texas, Kalifornien und im mexikanischen Bundesstaat Sonora vor. - Cirsium nigriceps Standl. & Steyerm.: Sie kommt vom mexikanischen Bundesstaat Chiapas bis Guatemala vor. - Cirsium nippoense Kadota: Sie kommt auf Kyushu vor. - Cirsium nipponicum (Maxim.) Makino (Syn.: Cirsium abukumense Kadota, Cirsium makinoi Kadota, Cirsium makinoi var. abukumense (Kadota) Kadota, Cirsium matsushimense Kitam., Cirsium nipponicum var. alpestre Kitam., Cirsium pseudopendulum Nakai): Die je nach Autor etwa drei Unterarten kommen im südlichen Korea und auf der japanischen Insel Honshu vor. - Cirsium nishiokae Kitam.: Sie kommt im zentralen und im östlichen Himalaja vor. - Cirsium nivale (Kunth) Sch.Bip.: Sie kommt in Mexiko vor. - Cirsium norikurense Nakai: Sie kommt auf Honshu vor. - Cirsium novoleonense G.L.Nesom - Cirsium numidicum Spreng. - Cirsium nuttallii DC.: Sie auf der südlichen Küstenebene vom südöstlichen Virginia bis zum südlichen Florida und westlich bis zum östlichen Louisiana vor. - Cirsium oaxacanum G.L.Nesom - Cirsium oblongifolium K.Koch: Sie kommt in Georgien vor. - Cirsium obvallatum (M.Bieb.) M.Bieb.: Sie kommt von der nordöstlichen Türkei bis zum Iran vor. - Cirsium occidentale (Nutt.) Jeps.: Sie kommt in zahlreichen Varietäten in den US-Bundesstaaten Oregon, Nevada und Kalifornien vor. - Cirsium occidentalinipponense Kadota: Sie kommt in Japan vor. - Cirsium ochrocentrum A.Gray: Sie kommt in zwei Varietäten in den westlichen Vereinigten Staaten, in New Mexico, in Texas und im nördlichen Mexiko vor. - Cirsium odontolepis Boiss. ex DC.: Sie kommt in Marokko, Spanien und Frankreich vor. - Kohldistel, Kohl-Kratzdistel (Cirsium oleraceum (L.) Scop., Syn.: Cirsium tataricum DC.): Sie ist in Eurasien weitverbreitet. - Cirsium oligophyllum (Franch. & Sav.) Matsum.: Sie kommt auf Honshu vor. - Cirsium orizabense Sch.Bip. ex Klatt: Sie kommt im mexikanischen Bundesstaat Veracruz vor. - Cirsium osseticum (Adams) Petr.: Sie kommt von der nördlichen und nordöstlichen Türkei bis zum Kaukasus und zum westlichen und nördlichen Iran vor. - Cirsium otayae Kitam.: Sie kommt auf Honshu vor. - Cirsium ownbeyi S.L.Welsh: Sie kommt in den US-Bundesstaaten Colorado, Wyoming und Utah vor. - Sumpf-Kratzdistel (Cirsium palustre (L.) Coss. ex Scop., Syn.: Cirsium horridum (Posp.) Trotter non Fisch.): Sie ist in Eurasien weitverbreitet. - Ungarische Kratzdistel (Cirsium pannonicum (L. f.) Link, Syn.: Cirsium zugazae Losa & P.Monts.): Sie kommt in Spanien vor und ist von der Schweiz, Italien sowie Österreich bis Ost- und Südosteuropa verbreitet. - Cirsium parryi (A.Gray) Petr.: Sie kommt in den US-Bundesstaaten Arizona, Colorado und New Mexico vor. - Cirsium pascuarense (Kunth) Spreng.: Sie kommt im zentralen und im südwestlichen Mexiko vor. - Cirsium patens Kitam.: Sie kommt auf Honshu vor. - Cirsium pectinellum A.Gray: Sie kommt vom südlichen Sachalin bis Hokkaido vor. - Cirsium pendulum Fisch. ex DC. (Syn.: Cirsium provosti Franch.): Sie kommt in China, Russland, Korea, in der Mongolei und in Japan vor. - Cirsium periacanthaceum C.Shih: Sie gedeiht in Höhenlagen von 2400 bis 2600 Metern nur in Sichuan. - Cirsium perniveum H.Lindb. - Cirsium perplexans (Rydb.) Petr.: Sie gedeiht in Höhenlagen von 1800 bis 2100 Metern nur in Colorado. - Cirsium × perplexissimum Kitam.: Sie kommt in Japan vor. - Cirsium phulchokiense Kitam.: Sie kommt im zentralen Himalaja vor. - Cirsium phyllocephalum Boiss. & Blanche: Sie kommt in Syrien, im Libanon, in Jordanien und in Israel vor. - Cirsium × pilosum Kitam.: Sie kommt in Japan vor. - Cirsium pinetorum Greenm.: Sie kommt in Mexiko vor. - Cirsium pitcheri (Torr. ex Eaton) Torr. & A.Gray: Sie kommt in Ontario und in den US-Bundesstaaten Indiana, Michigan, Illinois und Wisconsin vor. - Cirsium poluninii P.H.Davis & Parris: Sie kommt in der Türkei vor. - Cirsium polyanthemon (L.) Spreng. - Cirsium praeteriens J.F.Macbr.: Sie kam früher bei Palo Alto in Kalifornien vor und gilt heute als ausgestorben. - Cirsium × prativagum Petr.: Sie kommt im Kaukasusgebiet vor. - Cirsium pringlei (S.Watson) Petr.: Sie kommt im nordöstlichen Mexiko vor. - Cirsium pseudobracteosum P.H.Davis & Parris: Sie kommt von der östlichen und südöstlichen Türkei bis zu Iran vor. - Cirsium pseudopersonata Boiss. & Balansa ex Boiss.: Sie kommt in Georgien, im Kaukasusraum und in der Türkei vor. - Cirsium pubigerum (Desf.) DC.: Sie kommt von der östlichen und nordöstlichen Türkei bis zum nördlichen Iran vor. - Cirsium pugnax Sommier & Levier: Sie kommt in Aserbaidschan, Georgien, im Kaukasusraum und in der Türkei vor. - Cirsium pulcherrimum (Rydb.) K.Schum.: Sie kommt in zwei Varietäten in den US-Bundesstaaten Utah, Colorado, Wyoming, Montana, Idaho und Nebraska vor. - Cirsium pumilum Spreng.: Sie kommt in Ontario und in den zentralen und östlichen Vereinigten Staaten vor. - Cirsium purpuratum (Maxim.) Matsum.: Sie kommt auf Honshu vor. - Cirsium pyramidale Bornm.: Sie kommt im südlichen und südwestlichen Iran vor. - Cirsium pyrenaicum (Jacq.) All. (Syn.: Cirsium flavispinum Boiss.): Sie kommt in Marokko, Spanien, Portugal und in Frankreich vor. - Cirsium quercetorum (A.Gray) Jeps.: Sie kommt in Kalifornien vor. - Cirsium racemiforme Ling & C.Shih: Sie gedeiht in Höhenlagen von 1000 bis 1300 Metern in den chinesischen Provinzen westliches Fujian, nordöstliches Guangxi, südwestliches Guizhou, südwestliches Hunan, nordöstliches Jiangxi, südöstliches Yunnan. - Cirsium radians Benth.: Sie kommt von Mexiko bis Honduras vor. - Cirsium rassulovii B.A.Sharip.: Sie kommt in Tadschikistan vor. - Cirsium reglense Sch.Bip. ex Klatt: Sie kommt in Mexiko vor. - Cirsium × reichardtii Jurotzka: Sie kommt in Europa vor. - Cirsium × reichenbachianum M.Loehr: Sie kommt in Deutschland und in der Tschechoslowakei vor. - Cirsium remotifolium (Hook.) DC.: Sie kommt in drei Varietäten in Washington, Oregon und in Kalifornien vor. - Cirsium repandum Michx.: Sie kommt in Georgia, Virginia, in North Carolina und South Carolina vor. - Cirsium rhaphilepis (Hemsl.) Petr.: Sie kommt in Mexiko vor. - Cirsium rhinoceros (H.Lév. & Vaniot) Nakai: Sie kommt im südlichen Korea vor. - Cirsium rhizocephalum C.A.Mey.: Sie kommt von der Türkei bis Zentralasien und dem nördlichen Pakistan vor. - Cirsium rhothophilum S.F.Blake: Sie kommt in Kalifornien vor. - Cirsium richterianum Gillot: Sie kommt in drei Unterarten in Spanien und in Frankreich vor. - Cirsium × rigens (Aiton) Wallr.: Sie kommt in der Tschechoslowakei und in Schweden vor. - Cirsium rigidum DC.: Sie kommt in Armenien, Georgien und in der Türkei vor. - Bach-Kratzdistel (Cirsium rivulare (Jacq.) All., Syn.: Cirsium salisburgense (Willd.) G.Don, Cirsium tricephalodes (Lam.) DC., Cirsium semipectinatum Spreng.): Sie ist in Europa weitverbreitet. - Cirsium roseolum Gorl.: Sie kommt im europäischen Russland und in der Ukraine vor. - Cirsium rosulatum Talavera & Valdés: Sie kommt in Spanien vor. - Cirsium rydbergii Petr.: Sie ist endemisch im Colorado-Plateau des nördlichen Arizona und des südöstlichen Utah. - Cirsium sairamense (C.Winkl.) O.Fedtsch. & B.Fedtsch.: Sie kommt in Kasachstan, Usbekistan und Xinjiang vor. - Cirsium scabrum (Poir.) Bonnet & Barratte: Sie kommt in Marokko, Algerien, Tunesien, Spanien, Sardinien, Korsika, Sizilien und Italien vor. - Cirsium scariosum (Poir.) Nutt. (Syn.: Cirsium oreophilum (Rydb.) K.Schum.): Sie kommt in zahlreichen Varietäten im westlichen Kanada, in den westlichen Vereinigten Staaten, in New Mexico und im nördlichen Mexiko vor und ist im kanadischen Bundesstaat Quebec ein Neophyt. - Cirsium schantarense Trautv. & C.A.Mey. (Syn.: Cirsium diamantiacum Nakai, Cirsium fusenense Nakai, Cirsium litorale Maxim., Cirsium zenii Nakai): Sie kommt in Russlands fernem Osten, in Korea und in China vor. - Cirsium schelkownikowii Petr.: Sie kommt in Aserbaidschan, in der Autonomen Republik Nachitschewan und in Armenien vor. - Cirsium schimperi (Vatke) C.Jeffrey ex Cufod.: Sie kommt in Äthiopien vor. - Cirsium semenovii Regel: Sie kommt in Kasachstan, Usbekistan und in Xinjiang vor. - Cirsium senjoense Kitam.: Sie kommt auf Honshu vor. - Cirsium serratuloides (L.) Hill: Sie kommt in der Mongolei, in Russland und in Xinjiang vor. - Cirsium serrulatum (M.Bieb.) Fisch.: Sie kommt vom östlichen Rumänien bis zum Kaukasus und dem südwestlichen Sibirien vor. - Cirsium setidens (Dunn) Nakai (Syn.: Cirsium chanroenicum (Nakai) Nakai): Sie kommt in Korea vor. - Cirsium setschwanicum (Petr.) Petr. - Cirsium shansiense Petr.: Sie kommt in Indien, Bhutan, Myanmar, Vietnam und in China vor. - Cirsium shidokimontanum Kadota: Sie kommt in Japan vor. - Cirsium shihianum Greuter (Syn.: Cirsium tenuifolium C.Shih): Dieser Endemit gedeiht in Wäldern in Bergtälern und auf Grasländern in Höhenlagen von 1400 bis 1600 Metern nur im Altay Shan in Xinjiang. - Cirsium shinanense Shimizu: Sie kommt auf Honshu vor. - Cirsium sieboldii Miq.: Sie kommt im zentralen und im südlichen Japan vor. - Cirsium sieversii (Fisch. & C.A.Mey.) Petr.: Sie kommt in Kasachstan, Usbekistan, Russland und in Xinjiang vor. - Cirsium silesiacum Sch.Bip. ex Nyman: Sie kommt in Tschechien vor. - Cirsium simplex C.A.Mey.: Sie kommt von der Türkei bis zum Kaukasus vor. - Cirsium sintenisii Freyn: Sie kommt in der Türkei vor. - Cirsium sipyleum O.Schwarz: Sie kommt in der Türkei vor. - Cirsium skutchii S.F.Blake: Sie kommt in Guatemala vor. - Cirsium sommieri Petr.: Sie kommt in der Türkei vor. - Cirsium sorocephalum Fisch. & C.A.Mey.: Sie kommt vom südöstlichen Transkaukasien bis Afghanistan vor. - Cirsium sosnowskyi Kharadze: Sie kommt nur in Georgien vor. - Cirsium souliei (Franch.) Mattf. ex Rehder & Kobuski: Sie kommt in Sikkim, Tibet und in den chinesischen Provinzen Gansu, südliches Ningxia, Qinghai sowie Sichuan. - Cirsium spathulatum (Moretti) Gaudin: Sie kommt in den Schweizer und italienischen Süd- und Südwestalpen vor. - Cirsium spectabile DC.: Sie kommt im Iran vor. - Cirsium spicatum (Maxim.) Matsum.: Sie kommt auf Shikoku und Kyushu vor. - Alpen-Kratzdistel (Cirsium spinosissimum (L.) Scop.): Sie gedeiht in den Alpen von Frankreich, Deutschland, der Schweiz und Österreich bis Italien. - Cirsium spinosum Kitam.: Sie kommt von Kyushu bis zu den nördlichen Nansei-Inseln vor. - Cirsium steirolepis Petr.: Sie kommt in der europäischen und asiatischen Türkei und auf Inseln der Ägäis vor. - Cirsium straminispinum C.Jeffrey ex Cufod.: Sie kommt in Äthiopien vor. - Cirsium strigosum (M.Bieb.) Fisch. (Syn.: Cirsium leuconeurum Boiss. & Heldr.): Sie kommt von der südlichen Türkei bis zum Iran vor. - Cirsium subcoriaceum (Less.) Sch.Bip. ex Sch.Bip. (Syn.: Cirsium pinnatisectum (Klatt) Petr.): Sie ist vom südlichen Mexiko über Costa Rica bis Panama verbreitet. - Cirsium subgriseum Petr. - Cirsium subulariforme C.Shih (Syn.: Cirsium subuliforme C.Shih non G.B.Ownbey): Sie gedeiht in Höhenlagen von 1500 bis 2500 Metern im südöstlichen Tibet sowie im nordwestlichen Yunnan. - Cirsium succinctum Ledeb.: Sie kommt im Kaukasusgebiet vor. - Cirsium suffultum (Maxim.) Matsum.: Sie kommt auf Shikoku und auf Kyushu vor. - Cirsium × sugimotoi Kitam.: Sie kommt auf Honshu vor. - Cirsium suzukaense Kitam.: Sie kommt auf Honshu vor. - Cirsium suzukii Kitam.: Sie kommt im nördlichen Taiwan vor. - Cirsium svaneticum Sommier & Levier: Sie kommt in Georgien und im Kaukasusraum vor. - Cirsium swaticum Petr.: Sie kommt im nördlichen Pakistan vor. - Cirsium sychnosanthum Petr.: Sie kommt in Georgien und im Kaukasusraum vor. - Cirsium tanegashimense Kitam. ex Kadota: Sie kommt in Kyushu vor. - Cirsium tashiroi Kitam.: Sie kommt auf Honshu vor. - Cirsium tenoreanum Petr.: Sie kommt nur in Italien vor. - Cirsium tenue Kitam.: Sie kommt auf Honshu vor. - Cirsium tenuipedunculatum Kadota: Sie kommt auf Honshu vor. - Cirsium tenuisquamatum Kitam.: Sie kommt auf Honshu vor. - Cirsium texanum Buckley: Sie kommt in den US-Bundesstaaten Texas, New Mexico, Oklahoma, Missouri, Arkansas, Louisiana und im nördlichen Mexiko vor. - Cirsium tianmushanicum C.Shih: Dieser Endemit gedeiht in Wäldern in Höhenlagen von etwa 1300 Metern nur im Tianmu Shan in der chinesischen Provinz Zhejiang. - Cirsium tolucanum (B.L.Rob. & Seaton) Petr.: Sie kommt im zentralen und im südwestlichen Mexiko vor. - Cirsium tamastoloniferum Kadota: Sie wurde 2012 aus dem zentralen Teil der japanischen Insel Honshu erstbeschrieben. - Cirsium toyoshimae Koidz.: Sie kommt auf den Ogasawara-Inseln vor. - Cirsium trachylepis Boiss.: Sie kommt in der Türkei vor. - Cirsium trachylomum S.F.Blake: Sie kommt in Baja California vor. - Cirsium tracyi (Rydb.) Petr.: Sie gedeiht in Höhenlagen von 1400 bis 2900 Metern in Colorado, New Mexico und Utah. - Cirsium tricholoma Fisch. & C.A.Mey. - Cirsium trifurcum Petr.: Sie kommt im Kaukasusgebiet vor. - Knollige Kratzdistel (Cirsium tuberosum (L.) All., Syn.: Cirsium bulbosum (Lam.) DC., Cirsium medium All.: ): Sie kommt von West- über Mittel- bis Südeuropa vor. - Cirsium turkestanicum (Regel) Petr. (Syn.: Cirsium pseudolappaceum Kharadze): Sie kommt vom nordöstlichen Iran bis Zentralasien und Afghanistan vor. - Cirsium turneri Warnock: Sie kommt in Texas und im angrenzenden Mexiko vor. - Cirsium tymphaeum Hausskn.: Sie kommt in Serbien, Albanien, Nordmazedonien und in Griechenland vor. - Cirsium uetsuense Kitam.: Sie kommt auf Honshu vor. - Cirsium ugoense Nakai: Sie kommt auf Honshu vor. - Cirsium ukranicum Besser ex DC.: Sie kommt in der Ukraine, in Moldawien und in Russland vor. - Cirsium uliginosum (M.Bieb.) Fisch.: Sie kommt vom Kaukasusgebiet bis zum nordwestlichen Irak vor. - Cirsium umezawanum Kadota: Sie kommt in Japan vor. - Cirsium undulatum (Nutt.) Spreng.: Sie ist von Kanada über die Vereinigten Staaten bis ins nördlichen Mexiko weitverbreitet. - Cirsium valentinum Porta: Sie kommt in Spanien vor. - Cirsium validum Formánek - Cirsium vallis-demonis Lojac.: Sie kommt in Italien und auf Sizilien vor. - Cirsium ×vancouverense R.J.Moore & Frankton - Cirsium variegatum Arv.-Touv. - Cirsium velatum (S.Watson) Petr.: Sie kommt in Mexiko vor. - Cirsium vernonioides C.Shih: Dieser Endemit kommt nur in Yangshuo in der chinesischen Provinz Guangxi vor. - Cirsium verutum (D.Don) Spreng.: Sie kommt in Afghanistan, Bhutan, Indien, Nepal, Pakistan, Vietnam und Tibet vor. - Cirsium vinaceum (Wooton & Standl.) Wooton & Standl.: Sie kommt nur in New Mexico vor. - Cirsium virginianum (L.) Michx.: Sie kommt in den Küstenebenen der US-Bundesstaaten von Delaware bis Florida vor. - Cirsium viridifolium (Hand.-Mazz.) C.Shih: Sie gedeiht in Höhenlagen von 200 bis 2000 Metern in den chinesischen Provinzen Hebei, Jilin und in der Inneren Mongolei. - Cirsium vlassovianum Fisch. ex DC. (Syn.: Cirsium coryletorum Komarov): Sie kommt in Russland, in Korea, in der Mongolei, in der Inneren Mongolei und in den chinesischen Provinzen Hebei, Heilongjiang, Henan, Jilin, Liaoning sowie Shanxi vor. - Gewöhnliche Kratzdistel, Lanzett-Kratzdistel (Cirsium vulgare (Savi) Ten., Syn.: Cirsium lanceolatum (L.) Scop. non Hill, Cirsium linkii Nyman, Cirsium microcephalum Lange non Moris, Cirsium strigosum Cout. non (M.Bieb.) Fisch.): Es gibt mindestens drei Unterarten, die z. T. in Eurasien und Nordafrika weitverbreitet sind: - Cirsium vulgare subsp. crinitum (DC.) Arènes - Cirsium vulgare subsp. silvaticum (Tausch) Arènes - Cirsium vulgare subsp. vulgare - Armköpfige Kratzdistel (Cirsium waldsteinii Rouy, Syn.: Cirsium pauciflorum (Willd.) Spreng. non Lam.): Sie ist von Österreich bis Ost- und Südosteuropa verbreitet. - Cirsium wakasugianum Kadota: Sie kommt in Japan vor. - Cirsium wallichii DC.: Sie kommt von Afghanistan bis zum indischen Subkontinent vor. - Cirsium × wankelii Reichardt: Sie kommt in Tschechien oder in der Slowakei vor. - Cirsium welwitschii Coss.: Sie kommt nur in Portugal vor. - Cirsium wheeleri (A.Gray) Petr.: Sie kommt von den westlichen Vereinigten Staaten, in Texas, New Mexico bis ins nördliche Mexiko vor. - Cirsium × woodwardii H.C.Watson ex Nyman: Sie kommt in Großbritannien und in Frankreich vor. - Cirsium × woronowii Petr.: Sie kommt in Transkaukasien vor. - Cirsium wrightii A.Gray: Sie kommt von den US-Bundesstaaten Texas, New Mexico, Arizona bis Mexiko vor. - Cirsium × xenogenum Petr.: Sie kommt im südlichen Transkaukasien vor. - Cirsium yakusimense Masam.: Sie kommt auf Yakushima vor. - Cirsium yamauchii Kadota: Sie wurde 2009 von der japanischen Insel Honshu erstbeschrieben. - Cirsium yatsu-alpicola Kadota & Y.Amano: Sie wurde 1991 von der japanischen Insel Honshu erstbeschrieben. - Cirsium yezoalpinum H.Koidz. ex Kadota & S.Umezawa: Sie wurde 2013 von der japanischen Insel Hokkaido erstbeschrieben. - Cirsium yezoense (Maxim.) Makino: Sie kommt auf Hokkaido und auf Honshu vor. - Cirsium yildizianum Arabaci & Dirmenci: Sie wurde 2011 aus der Türkei erstbeschrieben. - Cirsium yoshidae Kadota: Sie wurde 2008 von der japanischen Insel Honshu erstbeschrieben. - Cirsium yuki-uenoanum Kadota: Sie wurde 2014 von der japanischen Insel Honshu erstbeschrieben. - Cirsium yuzawae Kadota: Sie wurde 2009 von der japanischen Insel Honshu erstbeschrieben. - Cirsium zamoranense Rzed.: Sie kommt in Mexiko vor. - Cirsium zarkosii Kit Tan, Vold & V.Christodoulou: Sie wurde 2014 aus Griechenland erstbeschrieben. - Cirsium zawoense Kadota: Sie kommt in Japan vor. |

Nicht mehr zu dieser Gattung wird gerechnet:

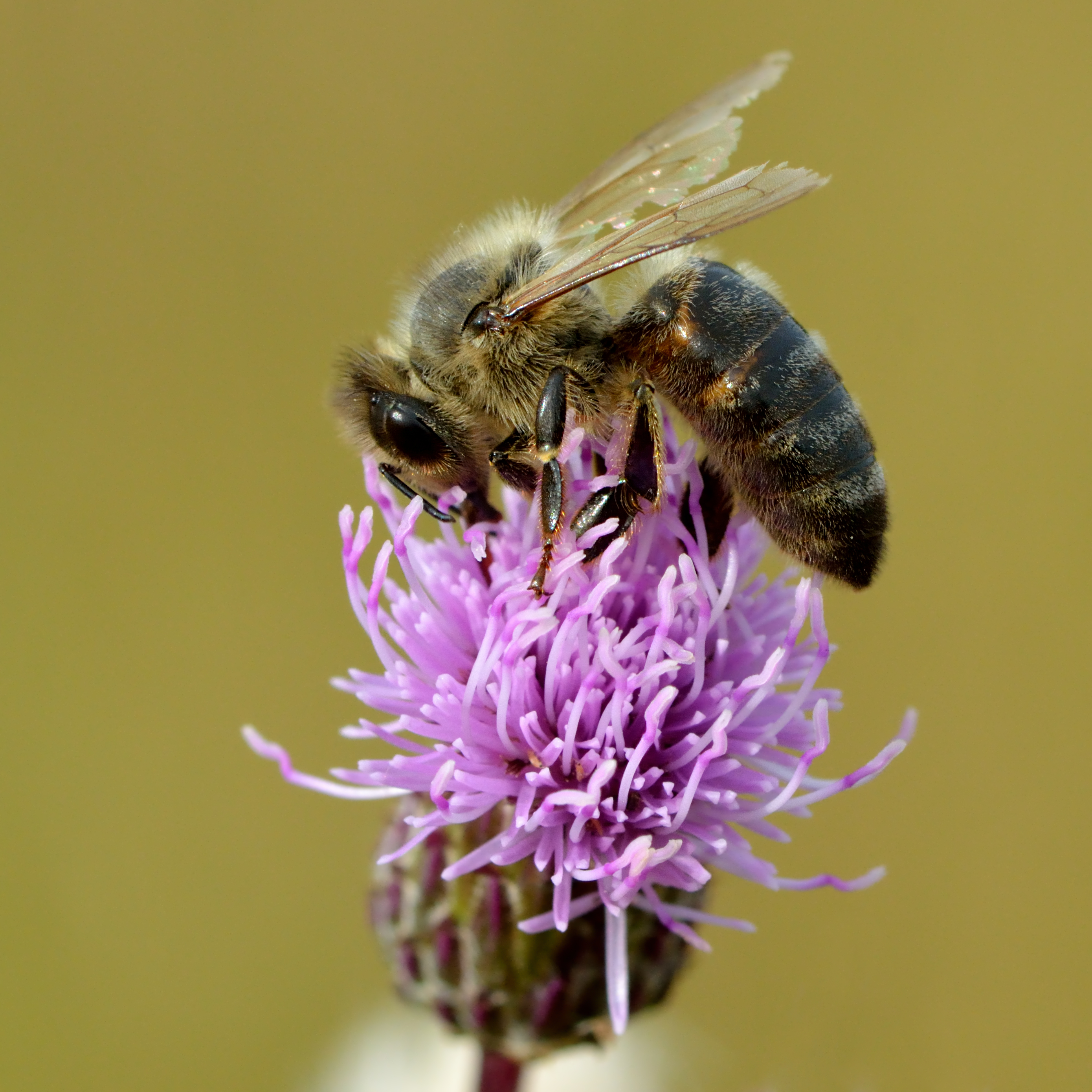
Bestäubung bei der Acker-Kratzdistel (Cirsium arvense)

- Cirsium syriacum (L.) Gaertn. => Notobasis syriaca (L.) Cass.